# Uckfield
Uckfield es una localidad situada en el distrito no metropolitano de Wealden, en el condado de Sussex Oriental, Inglaterra, Reino Unido. En el censo de 2011 contaba con una población de 14493 habitantes.